# (32806) 1990 SF13
(32806) 1990 SF13 là một tiểu hành tinh vành đai chính. Nó được phát hiện bởi Henri Debehogne ở Đài thiên văn La Silla ở Chile ngày 22 tháng 9 năm 1990.